# Chionaema molleri
Chionaema molleri là một loài bướm đêm thuộc phân họ Arctiinae, họ Erebidae.